# 須山浩継
須山 浩継（すやま ひろつぐ、1963年4月10日 - ）は、日本のスポーツライター。

## 略歴
- 神奈川大学プロレス研究会に所属。四年生時には研究会を仕切る。
- 神奈川大学卒業後、大手予備校のチューターを5年間勤めて退社。
- 1992年、ライターに転身。主にプロレス、格闘技を中心に活躍。
- 1992年から1994年にはAV男優として活動していたこともあり、10本程度に出演している。
- 1992年12月、JICC出版局より自身初の単行本「佐竹雅昭 世紀末覇者伝説」を発売。
- 1993年から格闘技通信で、95年夏頃より週刊プロレスで活動。後に大日本プロレス中継「大日大戦」の解説として、大日本プロレスの統括部長の登坂栄児（現：代表取締役社長）とのコンビを確立。以降、国内インディー団体や女子プロレスに精通する事となる。
- 2007年2月11日、シーランド公国伯爵の爵位を得る。
- 2008年5月4日、ハードコアレディース〜退かない女たち〜というプロレス興行をプロデュース。
- 2015年、ニコニコ動画のニコニコプロレスチャンネル出演。
- 2021年、公開トークイベント「須山（浩継）すやま（翔太）のインディーマット縦横無尽」を開始。半年に1度のペースで開催されインディーマット界を振り返る。

## 出演番組
- 大日大戦（FIGHTING TV サムライの解説）
- Sアリーナ
- インディーのお仕事、女子プロレスのお仕事（番組の構成と歴代マスコットの声を担当）
- ニコニコプロレスチャンネル『須山浩継伯爵の「月頭女子プロレス＋30」』（ニコニコ動画）

## 連載
- 火曜女子プロレス（週刊プロレスモバイル）（2002年2月26日‐2017年8月29日）